# 生命密碼
《生命密碼》（英語：Life Code），是鳳凰衛視一檔全新的科學健康類節目，也是一檔關注健康的科普節目，打破生活中諸多根深蒂固的健康誤解，探索生命科學的奧秘，探訪尖端生物科技。與現實生活緊密相連，從我們每個人的關切入手，深度探秘背後的科學內涵。通過一場科學的啟蒙，帶給觀眾對健康、對身體、乃至對人類於浩瀚宇宙中的存在和發展的新思考。

## 歷史
- 2016年1月2日：節目啟播。

## 冠名
此節目播放期並沒有任何冠名贊助商。

## 播出時間[1]
與其他節目不同，本節目僅安排在鳳凰衛視中文台播出。
- 首播：周六19：15－20：00
- 重播：周日01：15－02：00；周一15：30－16：15；下周六10：40－11：25

## 節目內容
節目由前鳳凰衛視主播趙情晴及嘉賓調查員組成調查小分隊，拜訪科學家，探訪實驗室，解答大眾所關心卻不得其解的各種生命科學問題。

## 外部連結
- 趙情晴化身女檢察官宣傳「真人秀」新節目 （页面存档备份，存于）
- 鳳凰衛視2016年全新節目　中文台、資訊台1月強勢推出 （页面存档备份，存于）